# Festuca sjuzevii
Festuca sjuzevii är en gräsart som beskrevs av Kulikov. Festuca sjuzevii ingår i släktet svinglar, och familjen gräs. Inga underarter finns listade i Catalogue of Life.